# Право войны
Право войны (лат. jus ad bellum) — исторически право суверена и позже — государства на ведение военных действий, один из признаков суверенитета. С момента выхода в 1625 г. трактата «О праве войны и мира» ограничено международным правом и представляет собой ряд критериев, с которыми нужно соотноситься прежде, чем участвовать в войне, чтобы определить, допустимо ли вступление в войну; то есть, определить — является ли применение вооруженной силы справедливой войной.
Исторически в качестве ограничения права войны выступали соглашения о ненападении, в том числе — многосторонние. Три самых известных примера в XX веке — Пакт Бриана — Келлога, объявивший вне закона войну как инструмент национальной политики; определение Нюрнбергского трибунала «преступлений против мира», объявившее агрессию международным преступлением, которое подлежит преследованию по суду; Устав Организации Объединенных Наций, который обязывает страны искать разрешение споров мирным путём и требует разрешения ООН прежде, чем одна страна сможет начать любое использование силы против другой, если только это обязательство не нарушает права на самооборону против вооруженного нападения.
Отдельно от права войны существуют правила и обычаи войны (международное гуманитарное право), которые касаются субъектов, уже вовлеченных в войну. Они определяют правила защиты прав гражданских лиц, комбатантов, некомбатантов и незаконных комбатантов в условиях военного времени, «пропорциональность» использования военной силы.